# 戌神ころね
戌神 ころね（いぬがみ ころね、英: Inugami Korone、中: 戌神 沁音）は、日本のバーチャルYouTuber、バーチャルアイドル。所属事務所はホロライブプロダクション。同事務所の女性バーチャルYouTuberグループ・ホロライブのゲーム実況を中心に活動するユニット「ホロライブゲーマーズ」（以下「ゲーマーズ」）のメンバー。

## 概要
誕生日は10月1日。身長156センチ。犬種は「キャバリア・キング・チャールズ・スパニエル」。一人称は「ころね（こぉね）」で、主な挨拶は「ぉぁよ～！ゆびゆび～」。方言の訛りが強く、その独特のアクセントはホロライブのメンバーやファンからネタにされている。
キャラクターデザインはフカヒレ、Live2Dモデルの製作はrariemonn、3Dモデルの製作はぽんぷ長がそれぞれ担当した。
ファンの愛称は「ころねすきー」、「ごまキング」。一般視聴者は「リスナーさん」と呼んでいる。自称「バーチャル犬人間」。
ゲーム実況を中心に活動するユニットの「ホロライブゲーマーズ」のメンバーである。新作だけでなく「摩訶摩訶」などレトロゲームも好んでプレイする。「ドラゴンズレア」の実況配信では19時間以上の耐久生配信をするなど、ホロライブの中では耐久配信が多い。
2020年8月25日に行われた『バンジョーとカズーイの大冒険』の実況プレイ中に、戌神ころねがゲームに登場するマンボトークンの音声を真似する形で発した「Eekum Bokum」という声が著名なインターネット・ミームとなった。『バンジョーとカズーイの大冒険』の音楽を担当したグラント・カークホープは、戌神ころねの動画を高く評価し、ツイッター上で共有した。
2020年10月20日、id SoftwareのFPSゲーム『DOOM Eternal』のDLCに戌神ころねのイースターエッグが隠し要素として仕込まれた。前作の『DOOM』や『DOOM 64』をプレイした際、興奮してプレイする様子が海外で人気になり、ミーム化した事を受けて、動画のサムネイルに使い、ファンからも呼ばれていた「DOOG」を開発元が逆輸入して、今回のDLCではタイトル画面でXボタンを押すと「DOOG」と表示されるネタが入った。しかし発見されたため5日で削除され、本人がプレイすることは無かった。
同じゲーマーズ所属であり、「おかころ」の相方でもある猫又おかゆとはゲーマーズ加入前からの長い付き合いであり非常に仲が良い。

## 略歴
ここでは主にイベント出演、大型配信について記述する。

### 2019年
- 3月25日、YouTubeチャンネル開設
- 4月1日、Twitter初投稿[16]
- 4月13日、YouTube初配信[11]
- 8月28日、「会える！ 話せる！ VTuberおしゃべりフェス 2019夏＠大阪」出演
- 9月14日、3Dモデルお披露目[4][17]
- 10月5日、「VTUBERLAND2019 hololiveWEEK 〜清楚さいきょうらんど〜 ホールイベント第2部」出演
- 12月6日、チャンネル登録者数10万人突破
- 12月26日、新衣装を披露[18]

### 2020年
- 1月24日、「hololive 1st fes.『ノンストップ・ストーリー』」出演[19]
- 6月27・28日、「（公式だけど）勝手にビットサミット feat. おかころ」出演[20][21]
- 7月3日、チャンネル登録者数50万人突破
- 7月23日、セガ60周年記念「『セガガガ』クリアするまで生放送」を放送[22]
- 11月1日、チャンネル登録者数100万人突破。バーチャルYouTuberでは4人目・5チャンネル目、ホロライブプロダクションからは2人目[23]

### 2023年
- 6月28日、YouTubeのチャンネル登録者数が200万人を突破した[24]

## 主な出演

### ライブ・イベント
- V-Carnival（2021年4月4日 オンライン）[25]
- 東京ゲームショウ2021 オンライン（2021年10月3日、オンライン）[26]
- Blue Journey 1st Live「夜明けのうた」（2023年9月13日、東京ガーデンシアター）[27]
- hololive GAMERS fes. 超超超超ゲーマーズ（2024年5月25日・26日、国立代々木競技場）[28]
- 「hololive English 2nd Concert -Breaking Dimensions-」（2024年8月24日 - 8月25日、KINGS THEATRE） - ゲスト参加[29]
- 猫又おかゆ 2nd Live.「ぺるそにゃ～りすぺくと」（2025年5月28日、ぴあアリーナMM・SPWN・Streaming+）ゲスト出演[30]
- hololive GAMERS fes. 超超超超ゲーマーズ2（2025年7月5日・6日、さいたまスーパーアリーナ）[31]

#### ホロライブ全体ライブ
- 「hololive 1st fes. ノンストップ・ストーリー」（2020年1月24日、豊洲PIT）[32][33][34]
- 「hololive 2nd fes. Beyond the Stage Supported By Bushiroad」STAGE2（2020年12月22日 ニコニコ公式有料生放送&SPWN）[35]
- 「hololive 3rd fes. Link Your Wish Supported By ヴァイスシュヴァルツ」Day1（2022年3月19日、幕張メッセ）[36]
- 「hololive 4th fes. Our Bright Parade Supported By Bushiroad」DAY2（2023年3月19日、幕張メッセ）[37]
- 「hololive 5th fes. Capture the Moment Supported By Bushiroad」（2024年3月16日 - 3月17日、幕張メッセ）[38]
- 「hololive 6th fes. Color Rise Harmony」DAY2（2025年3月9日、幕張メッセ）[39][40]

### ゲーム
- 邪神ころね（2021年）『日常侵食リアルホラーつぐのひ』とのコラボ作品[41][42][43][44][45]。
- 妖怪ウォッチ ぷにぷに（2022年8月1日 - 16日）コラボイベント期間にゲーム内キャラクターとして追加[46]。
- メガトン級ムサシX（2023年）Vナビゲーター ※追加DLC[47]
- おかゆにゅ〜〜む!（2025年、本人役）[48]

### テレビ番組
- 妖怪ウォッチ♪（2023年3月3日） - 女の子 役[49]

### 吹き替え

#### 映画
- ソニック・ザ・ムービー/ソニック VS ナックルズ ー 逃げ惑う女性役[50]

### インターネット番組
- ソニックステーションLIVE！（2021年9月9日、YouTube ソニック・ザ・ヘッジホッグ【公式】）[51][52]

### 雑誌
- 『VTuberスタイル』2025年1月号、アプリスタイル、2024年12月27日。ASIN B0DN1CHY82。 - 表紙、巻頭特集[53][54]

## タイアップ
- プロ野球パシフィック・リーグ（2021年） - ホロライブのタレント12名が参加（戌神ころねは、福岡ソフトバンクホークス）[55]。オリジナルグッズの販売などを実施した[55]。
- namco（2021年10月22日 - 11月23日）アミューズメント施設「namco」の景品として「デフォルメアクリルスタンド」「アクリルスタンド」「アクリルボード」「ロングタオル」が導入[56]。
- Marvel's Guardians of the Galaxy（2021年10月26日）同ゲームの実況配信が行われた[57]。
- 郵便局物販サービス（2021年11月1日 - 2022年1月7日）ホロライブタレントとコラボした年賀はがきや限定グッズの発売が決定[58]。
- ハムリーズ 横浜店・博多店（2022年1月14日 - 2月27日、3月18日 - 4月24日）体験型イベントを実施[59]。
- 熱血硬派くにおくん（2022年8月5日 - 9月5日）熱血硬派くにおくんとのコラボレーション商品を販売[60]。
- 2024年7月、『グランツーリスモ7』を用いたeモータースポーツイベント、「Honda Racing eMS」のアンバサダーに就任した[61]。

## ディスコグラフィ
○出典：hololive（ホロライブ）公式サイト

### 戌神ころね
| 発売日        | タイトル                               | 品番     | 出典   |
| ------------- | -------------------------------------- | -------- | ------ |
| 2021年4月14日 | ころねの最凶天災☆わんだふぉー♡わーるど | CVRD-041 | [ 62 ] |
| 2022年4月17日 | Doggy god's street                     | CVRD-148 | [ 63 ] |
| 2023年4月14日 | Wonky Monkey                           | CVRD-281 | [ 64 ] |
| 2023年9月24日 | かわいこちぇっく！                     | CVRD-334 | [ 65 ] |
| 2024年4月14日 | TROUBLE “WAN”DER！                     | CVRD-414 | [ 66 ] |
| 2024年10月2日 | Mad POPCORN World!                     | CVRD-480 | [ 67 ] |

### ホロライブゲーマーズ
| 発売日        | タイトル                | 品番     | 出典   |
| ------------- | ----------------------- | -------- | ------ |
| 2024年5月22日 | We are GAMERS!!!!       | CVRD-420 | [ 68 ] |
| 2025年7月3日  | To Be Continued . . . . | CVRD-591 | [ 69 ] |

### hololive IDOL PROJECT
| 発売日        | タイトル                                            | 品番     | 出典   |
| ------------- | --------------------------------------------------- | -------- | ------ |
| 2022年8月19日 | 飛んでK！ホロライブサマー                           | CVRD-199 | [ 70 ] |
| 2022年8月22日 | ホロメン音頭                                        | CVRD-200 | [ 71 ] |
| 2023年12月2日 | Merry Holy Date♡                                    | CVRD-366 | [ 72 ] |
| 2024年3月15日 | ホロライブ言えるかな？hololive SUPER EXPO 2024 ver. | CVRD-406 | [ 73 ] |

### その他の参加楽曲
| 発売日         | タイトル                  | 歌唱                         | 品番       | 出典   |
| -------------- | ------------------------- | ---------------------------- | ---------- | ------ |
| 2022年1月3日   | みっころね×しょうたいむ‼︎  | さくらみこ、戌神ころね       | CVRD-111   | [ 74 ] |
| 2023年11月21日 | BITE! カム! BITE!         | ハコス・ベールズ、戌神ころね | CVRD-354   | [ 75 ] |
| 2024年2月7日   | 水たまり                  | Blue Journey                 | UPCH-89552 | [ 76 ] |
| 2024年12月6日  | みっころね×やってやんよ!! | さくらみこ、戌神ころね       | CVRD-509   | [ 77 ] |

| 発売日        | タイトル                  | アーティスト          | 品番       | 出典   |
| ------------- | ------------------------- | --------------------- | ---------- | ------ |
| 2023年9月6日  | 夜明けのうた              | Blue Journey          | UPCH-20658 | [ 78 ] |
| 2024年2月27日 | ほろはにヶ丘高校 -Covers- | hololive × HoneyWorks | HLP-10005  | [ 79 ] |